# يوكيو أوزاكي
يوكيو أوزاكي هو صحفي وسياسي ياباني، ولد في 24 ديسمبر 1858 في Sagami Province ‏ في اليابان، وتوفي في 6 أكتوبر 1954 في شينجوكو في اليابان. انتخب وزير التربية والثقافة والرياضة والعلوم والتقانة ‏ (30 يونيو 1898 – 27 أكتوبر 1898) وانتخب وزير العدل ‏ (16 أبريل 1914 – 9 أكتوبر 1916) وانتخب عضو مجلس النواب الياباني ‏.

## وصلات خارجية
- يوكيو أوزاكي على موقع الموسوعة البريطانية (الإنجليزية)